# Jack Buckley
Jack Buckley est un animateur et artiste d'effets spéciaux américain ayant travaillé entre autres pour les studios Disney.

## Filmographie
- 1945 : Casanova canin
- 1948 : Ils sont partis (They're Off)
- 1958 : How to Have an Accident in the Home
- 1959 : La Belle au bois dormant
- 1959 : How to Have an Accident at Work
- 1961 : Les 101 Dalmatiens
- 1963 : Merlin l'Enchanteur
- 1971 : L'Apprentie sorcière
- 1973 : Robin des Bois
- 1977 : Les Aventures de Bernard et Bianca